# Cyrano de Bergerac (1990)
Cyrano de Bergerac is een Franse film van Jean-Paul Rappeneau die uitgebracht werd in 1990. 
De film is de achtste en succesvolste verfilming van het gelijknamige wereldberoemde toneelstuk (1897) van Edmond Rostand. Vier zwijgende filmversies en drie spreekfilms, allemaal met dezelfde titel, gaan het werk van Rappeneau vooraf. Een Amerikaanse filmpastiche op het toneelstuk kwam in 1987 uit onder de titel Roxanne.
De grootste krachttoer van de film bestaat erin dat de acteurs, Gérard Depardieu voorop, in verzen praten.
In 1991 kaapte de film tien Césars weg.

## Samenvatting
Parijs, 1640. Cyrano de Bergerac is de aanvoerder van de cadetten van Gascogne, een van de vele regimenten van het leger van Louis XIII. Hij is een bedreven dichter, maar staat vooral bekend om zijn abnormaal grote neus. Hij is heimelijk verliefd op zijn nicht Roxane. Hij heeft niet de moed haar zijn liefde te verklaren, omdat hij vreest dat ze hem afstotelijk vindt. Jammer genoeg heeft Roxane alleen maar oog voor de knappe Christian de Neuvillette, een van zijn cadetten. Deze weet helemaal niets af van de gevoelens van zijn aanvoerder en vraagt hem te helpen Roxane's hart te veroveren. De edelmoedige Cyrano doet wat hij het beste kan: hij fluistert Christian prachtige ontroerende liefdesbrieven in. Roxane is erg onder de indruk van Christian's poëzie, maar er is een kaper op de kust, graaf de Guiche, die eveneens Roxane begeert. Wanneer er tot overmaat van ramp de oorlog tegen Spanje uitbreekt, worden Cyrano en Christian als cadetten gemobiliseerd en door de graaf naar het front gestuurd…

## Rolverdeling
| Acteur                 | Personage                 |
| ---------------------- | ------------------------- |
| Gérard Depardieu       | Cyrano de Bergerac        |
| Anne Brochet           | Madeleine Robin, 'Roxane' |
| Vincent Pérez          | Christian de Neuvillette  |
| Jacques Weber          | graaf de Guiche           |
| Roland Bertin          | Ragueneau                 |
| Catherine Ferran       | Lise Ragueneau            |
| Philippe Morier-Genoud | Le Bret                   |
| Pierre Maguelon        | Carbon de Castel-Jaloux   |
| Jean-Marie Winling     | Lignière                  |
| Philippe Volter        | burggraaf de Valvert      |
| Sandrine Kiberlain     | zuster Colette            |
| Ludivine Sagnier       | een zuster                |
| Michel Vuillermoz      |                           |
| Stéphane Slima         |                           |